# 2018年上海中芯学校食品安全事件
2018年上海中芯学校食品安全事件为发生在中国上海浦东，上海市民办中芯学校食堂食材腐烂霉变，家长群体滋生不满情绪，继而进行群体抗议的连续事件。
学校食堂供应商，金巴斯集团（英語：Compass Group）旗下「怡乐食」（英語：Eurest）被暂停餐饮服务，并立案调查。中芯学校校长、总务主任、食堂管理员三人被免去职务。

## 事件经过
2018年10月18日，有家长得到孩子反馈吃不饱，家长群体在与校方沟通参观后厨。
19日下午，中芯学校召开午餐说明会。并进行厨房参观，其间发现番茄和洋葱腐烂变质，食物加工日期造假。19日晚，上海市食药监局接获举报。
20日，上海食药监局与教委，对上海所有中小学，及涉事供应商进行调查。
23日凌晨，上海市食药监局和教委联合通报，指存在蔬菜霉变、半成品提前标注加工日期、调味品和半成品超过标注的保质期限等问题。
同期，作为网络媒体的东方网根据不具名女士之转述指出，“网上曝光的发霉的西红柿、洋葱，其实是整箱摆在退货区”，与官方宣称结果存在差异。

## 回应
- 国家市场监督管理总局联合中华人民共和国教育部在10月22日表态，高度重视，责上海当地机构展开调查[5]。
- 怡乐食食品科技服务有限公司（英語：Eurest）也是上海大部分国际学校的厨房供应商，其在10月22日发布声明，感到十分难过和愧疚[2]。
- 10月23日，学校董事会公开致歉，免去校长、总务主任、食堂管理员三人职务[6]。

## 背景

### 2018系列事件
2018年中国频繁出现关于儿童人权事件。
- 2018年7月，爆发了长生生物疫苗问题。
- 2018年9月，武汉、邯郸出现学生因不合格跑道出现鼻血情况[7][8]。
- 2018年9月，江西万安、河南洛阳、西藏双湖等多地发生学校食品安全事故，导致学生群体性食物中毒[9][10][11]；教育部亦发布紧急通知。
- 2018年9月，河南商水学校的学生因为吃不饱，而曝光出令人愤怒的克扣情况[12]。

一定程度造成了此类事件的高关注度。

## 影响与后续
- 中芯学校是由中芯国际创办的民办学校，位于上海浦东，也解决了中芯国际上海厂区部分职工的子女入学[13]。相比中国大陆公立学校，这类“高价”私立通常认为有更好的教学生活水平。而其在基础的食品安全问题上出现此等问题，令人大跌眼镜；该年适逢中美贸易摩擦，关于中国自产芯片的话题再为热点，该事件亦为电子工程类媒体关注[14]。
- 南方周末等媒体的矛头指向康帕斯的竞价机制，在不完善的监管下造成恶果[2]。
- 事件发生后，亦促成了部分私立学校为自证清白，开放或组织家长群体参观食堂[15]。
- 在2019年3月，出现了成都校园食品安全事件，在学校、地区、供应商上都无瓜葛，但都出现了类似的劣质食材问题。有媒体指出，这在一定程度反映了现行制度弊端[16]。